# Culex hackeri
Culex hackeri är en tvåvingeart som beskrevs av Edwards 1923. Culex hackeri ingår i släktet Culex och familjen stickmyggor. Inga underarter finns listade i Catalogue of Life.